# Nejvyšší vojenský soudní dvůr (Rakousko-Uhersko)
Nejvyšší vojenský soudní dvůr (německy Oberster Militär Gerichtshof) byl vojenským soudem a vrcholnou instancí vojenské justice c. k. armády v Rakousku a Rakousku-Uhersku v letech 1848–1918.

## Historie
Nejvyšší vojenský soudní dvůr byl zřízen reorganizací státní správy v revolučním roce 1848. Předchozí nejvyšší soudní instancí pro armádu byl Vojenský všeobecný odvolací soud (K.u.k. Allgemeine Militär Appelations Gericht), který spadal pod dvorskou válečnou radu. Od roku 1848 spadal vrchní vojenský soud pod ministerstvo války. S drobnými obměnami měl různé názvy, nakonec se ustálil v podobě Oberster Militär Gerichtshof a jako nejvyšší instituce vojenské justice fungoval do zániku monarchie v roce 1918.
Pravomoc soudu byla rozšířena císařským patentem v roce 1855, který vycházel z nového vojenského trestního zákoníku, v té době byl také zrušen oblastní vojenský soud ve Štýrském Hradci. K dalšímu rozšíření pravomocí došlo během prusko-rakouské války v roce 1866 pro případ okupace nepřítelem. V letech 1868–1869 byly naopak kompetence vojenských soudů omezeny v civilních záležitostech (zákon č. 78/1869). K dalším organizačním změnám došlo v roce 1881, teprve tehdy se ustálil název Oberster Militär Gerichtshof. Vrchnímu vojenskému tribunálu podléhalo 51 posádkových soudů rozmístěných na různých místech u všech patnácti armádních sborů rakousko-uherské armády. Formálně byl Nejvyšší vojenský soudní dvůr zrušen v roce 1920 po vzniku Rakouské republiky.
Původně vojenský soud sídlil v letech 1851–1857 v bývalé klášterní budově v ulici Salvatorgasse 12, později se přestěhoval do budovy rakouského zemského velitelství na adrese Freyung 5. Nakonec byla sídlem soudu nově postavená budova velitelství 2. armádního sboru v ulici Universitätsstraße 7 (1874–1918).

## Seznam prezidentů Nejvyššího vojenského soudního dvora

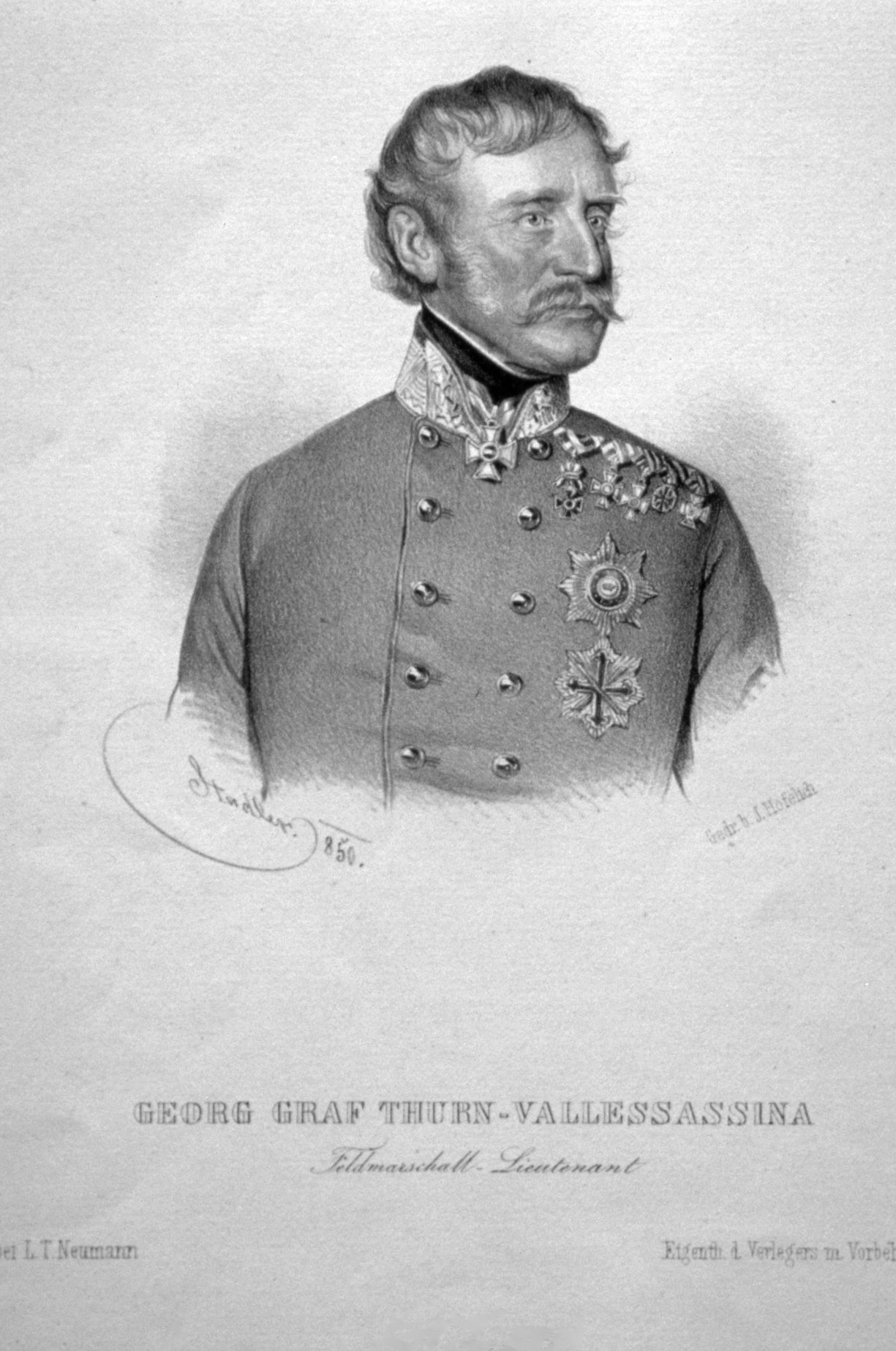
Polní zbrojmistr hrabě Jiří Antonín Thurn-Valsassina, prezident Nejvyššího vojenského soudního dvora 1852–1860

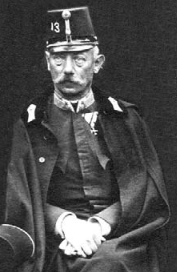
Generál pěchoty Anton Bellmond, poslední prezident Nejvyššího vojenského soudního dvora před zánikem monarchie (1917–1918)

- (1842) 1848–1850 polní zbrojmistr Prokop hrabě Hartmann z Klarštejna
- 1850–1851 polní zbrojmistr Franz baron Dahlen von Orlaburg
- 1851–1852 polní zbrojmistr František hrabě von Khevenhüller-Metsch
- 1852–1860 polní zbrojmistr Jiří Antonín hrabě von Thurn-Valsassina
- 1860–1864 polní podmaršál Ignaz baron Dreihann von Sulzberg
- 1864–1873 polní zbrojmistr Karl baron von Mertens
- 1873–1874 polní zbrojmistr Heinrich baron von Handel-Mazzetti
- 1874–1876 polní zbrojmistr Johann Karl von Huyn
- 1876–1881 polní zbrojmistr Josef baron von Weber
- 1881 polní podmaršál Alfred baron von Kraus
- 1881–1890 polní zbrojmistr Albert baron Knebel von Treuenschwert
- 1890–1891 polní zbrojmistr Josef baron von Döpfner
- 1891–1894 generál jezdectva Karl Fischer von Wellenborn
- 1894–1896 polní podmaršál Josef von Watteck
- 1896–1898 polní zbrojmistr Eduard baron von Handel-Mazzetti
- 1898–1903 polní zbrojmistr Anton von Pitreich
- 1903–1906 polní zbrojmistr Gustav Plentzner von Scharneck
- 1906–1908 generál pěchoty Wilhelm von Dessović
- 1908–1910 generál pěchoty Karl von Pfiffer
- 1910–1912 polní zbrojmistr Friedrich Jihn von Solwegen
- 1913–1914 generál pěchoty Eduard von Gangl
- 1914–1915 generál pěchoty Hermann von Colard
- 1915–1917 polní podmaršál Eduard von Kreysa
- 1917–1918 generál pěchoty Anton Bellmond von Adlershorst